# André Coyne
André Coyne (* 10. Februar 1891 in Paris; † 21. Juli 1960 in Neuilly-sur-Seine) war ein französischer Ingenieur, der viele große Talsperren gebaut hat. Er war ein Spezialist für Bogenstaumauern, von denen er 55 Stück entwarf, die meisten davon in Frankreich. Coyne baute aber auch 32 Talsperren anderer Bauart. 1947 gründete er das Ingenieurbüro Coyne & Bellier. Er erfand und entwickelte unter anderem die skisprungschanzenförmige Hochwasserentlastung für Talsperren.

## Leben
André Coyne studierte an der École polytechnique, später an der École Nationale des Ponts et Chaussées. 1920 betätigte er sich als Ingenieur in Brest, wo er die Ausschreibung zum Bau der Albert-Louppe-Brücke überwachte. Nach einiger Zeit im Département Dordogne beteiligte sich Coyne von 1929 bis 1935 an der Talsperre von Marèges. Nach abgeschlossener Arbeit bewerkstelligte er im Laufe von elf Jahren mit anderen die Errichtung der Talsperre von L’Aigle.
Nachdem seine Arbeit dort 1946 beendet war, gründete er im Jahr darauf das Ingenieurbüro André Coyne et Jean Bellier. 1953 erhielt Coyne schließlich als Anerkennung für seine Leistungen den Grand prix d’architecture.
André Coyne starb am 21. Juli 1960, wenige Monate nachdem die von ihm erbaute Talsperre Malpasset am 2. Dezember 1959 zusammengebrochen war.

## Bauwerke (Auswahl)
- Talsperre Santa Luzia (1942)
- Talsperre Venda Nova (1951)
- Talsperre Castelo do Bode (1951)
- Talsperre Salamonde (1953)
- Malpasset-Talsperre (1952–1954) (Bogenstaumauer, 1959 zusammengebrochen)
- Migöelou-Talsperre (Barrage de Migöelou) (1958)
- Kariba-Talsperre (1959) (Bogenstaumauer)
- Roselend-Talsperre (1955–1962)  (kombinierte Pfeiler- und Bogenstaumauer)
- Daniel Johnson dam, Kanada (1961–1968) (Mehrfach-Bogenstaumauer)